# Gould City (Washington)
Gould City az Amerikai Egyesült Államok északnyugati részén, Washington állam Garfield megyéjében elhelyezkedő önkormányzat nélküli település.
Gould City postahivatala 1891 és 1913 között működött. A települést 1891-ben alapították.

## Fordítás
Ez a szócikk részben vagy egészben  a   Gould City, Washington című angol Wikipédia-szócikk ezen változatának fordításán alapul.  Az eredeti cikk szerkesztőit annak laptörténete sorolja fel. Ez a jelzés csupán a megfogalmazás eredetét és a szerzői jogokat jelzi, nem szolgál a cikkben szereplő információk forrásmegjelöléseként.